# غريغ ويزلي
غريغ ويزلي (بالإنجليزية: Greg Wesley)‏ هو لاعب كرة قدم أمريكية أمريكي، ولد في 19 مارس 1978 في ليتل روك في الولايات المتحدة.

## وصلات خارجية
- غريغ ويزلي على موقع مرجع كرة القدم المحترفة.كوم (الإنجليزية)